# Смолич, Игорь Корнильевич
И́горь Корни́льевич Смо́лич (27 января 1898, Умань, Киевская губерния — 2 ноября 1970, Берлин) — деятель русской эмиграции, церковный историк. Доктор философии и доктор богословия. Брат советского писателя Юрия Смолича.

## Биография
В 1916 года окончил гимназию в Жмеринке. В 1916 году по желанию отца, преподававшего физику и математику в гимназии, поступил в Киевский политехнический институт. Но проучился там недолго и поступил на историко-филологический факультет Киевского Университета.
Вступил в Белое движение, сражался боевым офицером в армии Корнилова и Деникина. С остатками разбитой армии барона Врангеля в 1920 году он покинул родину. В Константинополе он перебивался заработками ночного сторожа и помощника повара.
В 1923 году получил стипендию, позволившую ему продолжить образование в Берлине. Поступил на отделение экономики Русском научный институте, где слушал Н. А. Бердяева, Л. П. Карсавина, А. А. Кизеветтера, В. А. Мякотина и В. В. Стратонова.
В 1925 году поступил в Университет Фридриха Вильгельма, где изучал историю России, историю Русской Церкви, и нашёл там себе покровителя и друга, в лице знаменитого учёного-слависта Макса Фасмера, автора «Этимологического словаря русского языка». По замечанию самого Смолича, дружба с Фасмером сильно повлияла на всю его дальнейшую научную деятельность.
Был активным прихожанином Воскресенского собора в Берлине и членом Русского студенческого христианского движения (РСХД), с 1925 года — казначей Германского отделения РСХД. В это же время Смолич активно сотрудничал в религиозно-философских журналах «Путь» и «Вестник РСХД», что принесло ему известность в русских церковных кругах.
В 1936 году была опубликована его первая крупная работа — «Жизнь и учение старцев», посвящённая русскому старчеству. В нём Смолич исследовал аскетический опыт Оптинских старцев, их влияние на различные круги русского общества. Затем он защитил докторскую о жизни и мировоззрении Ивана Васильевича Киреевского, который был тесно связан с оптинскими старцами.
После войны, когда в Германии была безработица, голод, Смолич зарабатывал на жизнь, торгуя книгами. А потом, когда положение в Германии стабилизировалось, он стал сотрудником Восточноевропейского института при Свободном университете в Западном Берлине. Он входил в НИИ этого университета, где продолжал изучать историю.
В это время Смолич являлся прихожанином Воскресенского собора в Западном Берлине, кафедрального собора Германской епархии Московской патриархии.
Целью научных трудов Игоря Смолича было создание монументального свода по Истории Русской Церкви. Сам он писал о том, что, исходя из насущных церковных потребностей, он решил «предпослать истории более раннего периода церковную историю XVIII—XIX веков, то есть периода, начатого глубокими преобразованиями Петра Великого». Именно этот труд по истории Синодального периода стал вершиной его научной деятельности.
За свою научную деятельность историк получил степень доктора философии, а в 1964 году Свято-Сергиевский Богословский институт присудил ему звание доктора богословия honoris causa.
В 1970 году историк почувствовал упадок сил и с большим трудом почти сумел завершить второй том своей Истории Синодального периода. Работа над церковной историей России от Крещения до 1700 года так и осталась на подготовительной стадии.
Скончался 2 ноября 1970 года в Берлине. Похоронен на православном кладбище Тегель в Западном Берлине.

## Публикации
книги
- Leben und Lehre der Starzen. — Vienne, 1936. 226 s. (2-е издание — Koln, 1952; французский перевод — Париж, 1967
- Das Alt-Russische Monchtum. — Wurzburg, 1940 (Русский перевод — Русское монашество. — М., 1997).
- Russisches Monchtum: 1448—1917. — Wurzburg, 1953. 556 s. (Русский перевод — Русское монашество. — М., 1997).
- Die Russische Kirchliche Mission in Jerusalem. 1950.
- Geschichte der Russische Kirche. — Leiden, 1964 (Русский перевод — История Русской Церкви: 1700—1917. — М., 1997).
- История Русской Церкви: 1700—1917: В 2 частях. — М.: Валаамский монастырь, 1997: Ч. 1. 800 с.; Ч. 2. 798 с. (История Русской Церкви. Кн.8. Ч.1, 2).
- Русское монашество: 988—1917; Жизнь и учение старцев. — М.: Православная энциклопедия, 1997. − 608 с. (Приложение к «Истории Русской Церкви»)

статьи
- Великий старец Нил Сорский // Путь. 1929. — № 19. — С. 57-69.
- И. В. Киреевский // Путь. 1932. — № 33. — С. 52—66
- Предсоборное присутствие 1906 года // Путь. 1938. — № 38. — С. 65-75
- К столетию освобождения крестьян (19-II-1861 — 19-II-1961) // Вестник РСХД. 1961. — № 60 (I) — С. 13-28
- Св. гора Афон (к тысячелетнему участию ее в жизни Православной Церкви) // Вестник РСХД. 1963. — № 70-71 (III—IV). — С. 29-43
- Архимандрит Макарий Глухарев просветитель Алтая. // Вестник РСХД. 1967. — № 85 (III). — С. 25-45
- Жизнь и учение старцев / пер.: Иоанн (Вендланд), митрополит // Богословские труды. — М., 1993. — № 31. — C. 97-174.
- Предсоборное Присутствие 1906 года // Журнал Московской Патриархии. 1996. — № 11. — C. 74-80.
- Великий старец Нил Сорский: (К истории русского старчества) // Альфа и Омега. — М., 1998. — № 2 (16). — C. 164—172.
- К вопросу периодизации истории Русской Церкви // Альфа и Омега. — М., 1998. — № 3(17). — C. 159—174.